# 1735 в Україні

## Події
- Повстання Верлана

## Особи

### Народились
- 27 травня Гловачевський Кирило Іванович (1735—1823) — співак, художник, викладач портретного живопису, колезький радник.
- Білий Сидір Гнатович (1735—1788) — запорозький старшина, кошовий отаман Чорноморського козацького війська, командувач Чорноморської козацької флотилії, перший дворянський голова Херсонського повіту.
- Головацький Яків (1735—1771) — живописець, священик УГКЦ, чернець-василіянин.
- Дараган Василь Юхимович (1735 — після 1774) — російський придворний, воєначальник, письменник та перекладач українського походження. Камергер великого князя Петра Федоровича (Петра ІІІ), генерал-поручник.
- Левицький Дмитро Григорович (1735—1822) — український живописець-портретист, який працював у модних аристократичних салонах Росії. Академік Петербурзької академії мистецтв.
- Полетика Григорій Іванович (1735—1798) — український дипломат, перекладач.
- Саблучок Іван Семенович (1735—1777) — маляр-портретист і педагог.
- Сеницький Валеріян (1735—1808) — василіянин, професор богослов'я, проповідник і письменник; доктор Віленської Академії.

### Померли
- Досифей (Теодорович) (? — 1735) — останній закарпатський православний єпископ.
- Йоган-Бернгар Вейсбах (? — 1735) — російський генерал кавалерії, київський генерал-губернатор.

## Засновані, зведені
- Прогноївська паланка
- Новосіченський ретраншемент
- київський будинок митрополита
- Церква Преображення Господнього (Підлисся)
- Шпитьки